# Hernando Navarrete
Hernando Navarrete, född 28 april 1916, var en friidrottare från Colombia. Han deltog vid olympiska sommarspelen 1936.